# Sottoprefettura di Hidaka
La sottoprefettura di Hidaka (日高支庁, Hidaka-shichō?) è una sottoprefettura della prefettura di Hokkaidō, Giappone. Ha un'area di 4.811,91 chilometri quadrati e una popolazione di 82.281 abitanti al 2005. È stata fondata nel 1897.

## Geografia fisica

### Città
Nella sottoprefettura non si trovano città

### Distretti
- Distretto di Hidaka
  - Shinhidaka
- Distretto di Horoizumi
  - Erimo
- Distretto di Niikappu
  - Niikappu
- Distretto di Samani
  - Samani
- Distretto di Saru
  - Biratori
  - Hidaka
- Distretto di Urakawa
  - Urakawa (capoluogo)